# Chef d'état-major des armées (Côte d'Ivoire)

Armoirie de la Côte d'Ivoire

Le chef d'état-major des armées ivoirien est sous l'autorité du président de la république de Côte d'Ivoire. Il est le supérieur de tous les autres chefs d'état-major des différentes armées (Terre, Air, Mer), mais ne commande pas directement le groupement des forces spéciales de Côte d'Ivoire qui est directement rattaché au président de la république de Côte d'Ivoire. Il est assisté d'un sous-chef d'État-major des armées.

## Chefs d’État-major des armées
- Général de corps d'armée Thomas d'Aquin Ouattara : 1960-1974
- Général de corps d'armée Ibrahima Coulibaly : 1974-1979
- Général de division Bertin Zézé Baroan : 1979-1987
- Général de brigade Félix Ory : 1987-1990
- Général de brigade Robert Guéï : 1990-1995
- Vice-amiral Lassana Timité : 1995-1999
- Général de brigade Soumaïla Diabagaté : 1999-2000
- Général de division Mathias Doué : 2000-2004
- Général de corps d'armée Philippe Mangou : 2004-2011
- Général de corps d'armée Soumaïla Bakayoko : 7 juillet 2011 au 9 janvier 2017
- Général de corps d'armée Sékou Touré : 9 janvier 2017 au 31 décembre 2018[1]
- Général de corps d'armée  Lassina Doumbia : depuis le 1er janvier 2019[2]